# 華登路
華登路（前稱）是加拿大安大略省多倫多士嘉堡的一條主幹道。Wardin的原始拼寫是來自建於1912年的士嘉堡Wardin Park社區。華登路由京士頓道（Kingston Road）以南的前多倫多狩獵會（Toronto Hunt Club）開始，然後向北延伸到士刁士東路（Steeles Avenue East），在那裏繼續進入萬錦市，成為約克區第65道（York Regional Road 65）。在更名之前，它在萬錦市稱為第5巷（5th Line）。雖然丹佛路（Danforth Avenue）以南的路段沿線主要是獨立住宅，但丹佛路以北的華登路大部分路段沿線是工業及商業地區。